# 阿迪克紹福河
13°29′56″N 39°15′56″E / 13.499°N 39.2655°E

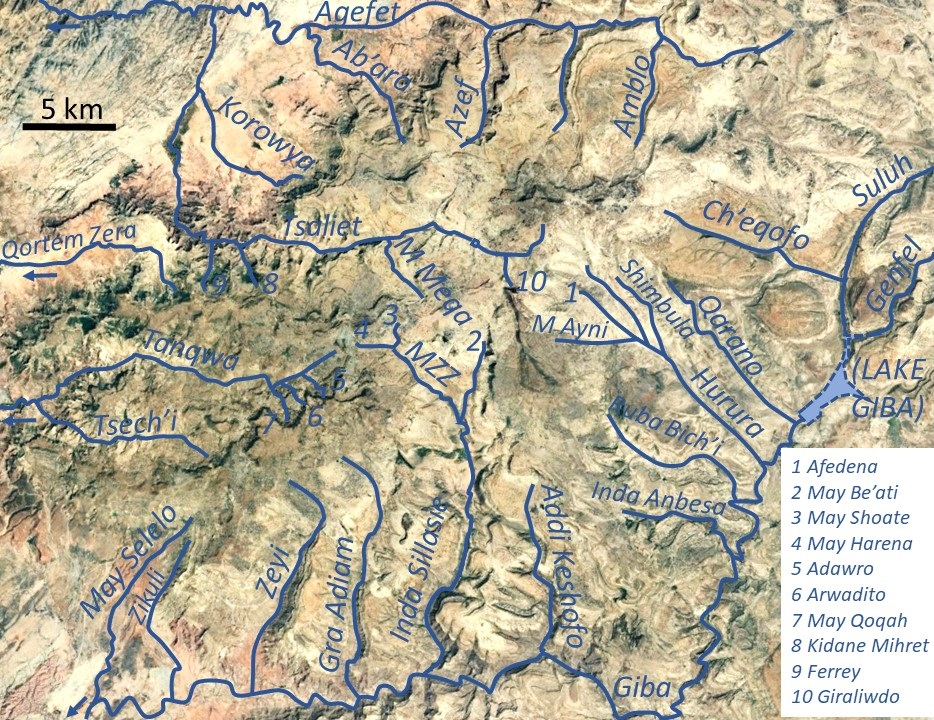

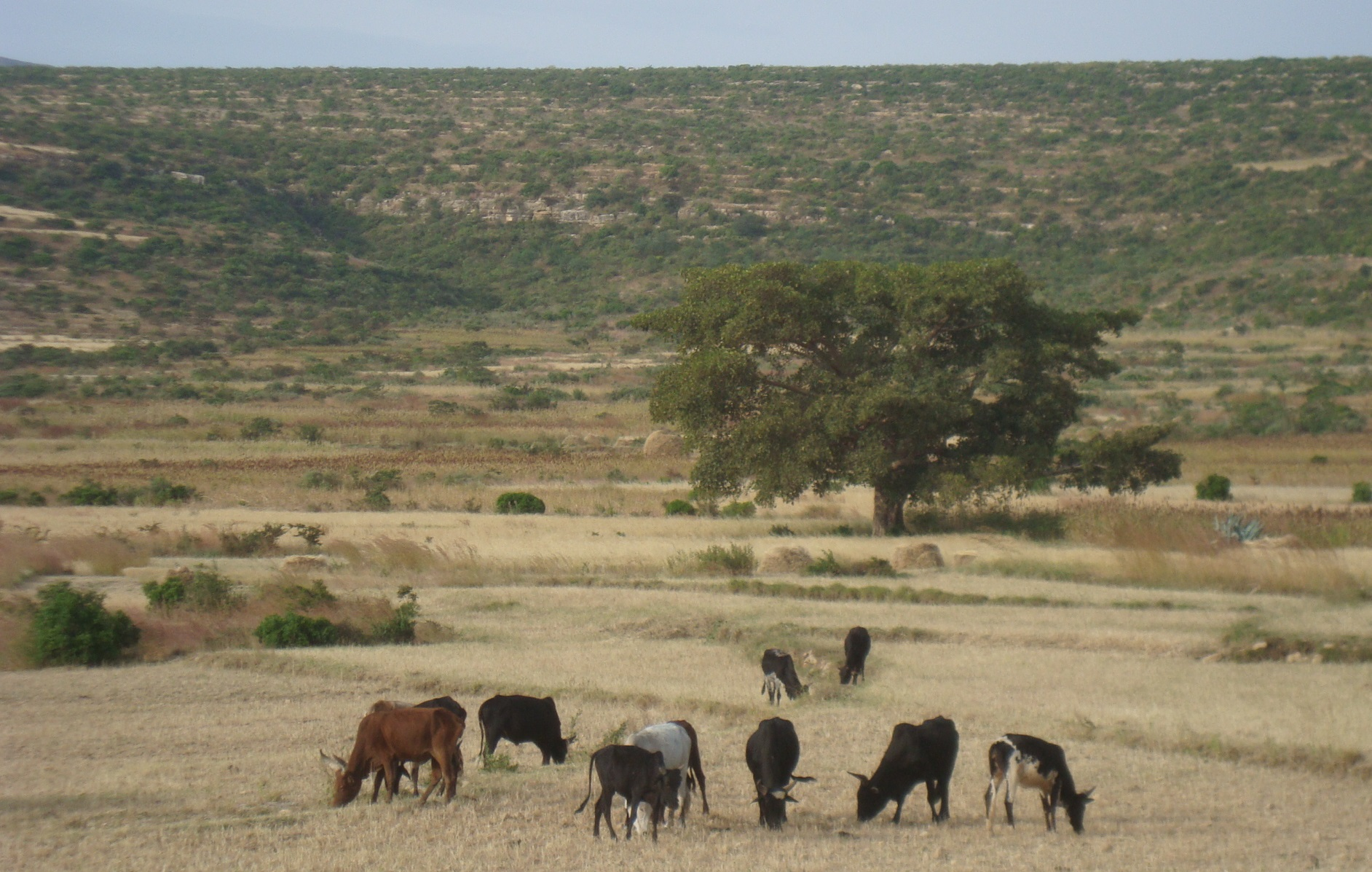

阿迪克紹福河是埃塞俄比亞的河流，位於該國北部，最終注入吉巴河，河床上的巨石和鵝卵石可能來自流域上游，該河設有多條徒步徑。